# Rio Ligeiro
O Rio Ligeiro é um curso de água do estado do Paraná. Sua nascente localiza-se no limite sul do município de Pato Branco com o município de Vitorino, atravessando o perímetro urbano de Pato Branco, tendo sua foz no Rio Vitorino.